# Fonócápa
A fonócápa (Carcharhinus brevipinna) a porcos halak (Chondrichthyes) osztályának kékcápaalakúak (Carcharhiniformes) rendjébe, ezen belül a kékcápafélék (Carcharhinidae) családjába tartozó faj.

## Előfordulása
A fonócápa előfordulási területe az Atlanti-óceánban és a Földközi-tengerben, valamint az Indiai- és a Csendes-óceánok határán van. A trópusok és a mérsékelt öv melegebb vizeit választja élőhelyül. Floridánál, Louisiánál és a Mexikói-öbölben élő egyedei nagy vándorutakat tesznek meg. Korábban, gyakran összetévesztették a feketevégű cápával (Carcharhinus limbatus).

## Megjelenése
Ez a cápafaj általában 250 centiméter hosszú, de 300 centiméteresre is megnőhet. Körülbelül 210 centiméteresen számít felnőttnek. Az eddigi legnehezebb, kifogott példány 89,7 kilogrammot nyomott. Testalkata hosszúkás és karcsú; a feje hosszú orrban végződik. A kopoltyúnyílásai szintén hosszúak. Fogai kicsik és keskenyek; rajtuk kiemelkedés látható. Az első hátúszója kicsi; a két hátúszó között nincsen kiemelkedés. A farokúszó felső nyúlványa, a testéhez képest nagyon hosszú. Testszíne felül és oldalt szürke, alul pedig fehér. Az oldalain a szürke alapon fehér sáv fut végig. A felnőttek és a fiatalok második hátúszóin, a farok alatti úszóikon, a mellúszóik alsó részén és a farokúszók alsó nyúlványain fekete, vagy sötétszürke foltok láthatók. Ezek a foltok hiányoznak a kölyökcápáknál.

## Életmódja
Óceáni cápafaj, amely rajokban úszva a korallzátonyokat is felkeresi. A legtöbb példány a szubtrópusokon él, de egyesek a trópusi és a mérsékelt övi vizekbe is beúsznak. A vízfelszíntől, egészen 100 méteres mélységig is tartózkodhat. A kontinentális selfeken és a szigetek környékén keresi táplálékát, amely általában csontos halakból, kisebb cápákból, kalmárokból, tintahalakból és nyolckarú polipokból áll. Vadászat közben a cápa tátott szájjal, orsó módjára fordulatokat tesz a saját tengelye körül - talán innen ered a fonócápa neve is, aztán pedig kiugrik a vízből. Legfőbb külső élősködői az evezőlábú rákokhoz (Copepoda) tartozó: Alebion carchariae, Alebion elegans, Nesippus crypturus, Nesippus orientalis és Pandarus smithii.

## Szaporodása
A fonócápa elevenszülő. A nőstény testében fejlődő peték szikzacskója kiürül mire az embriók 20 centiméteresek lesznek, ezután a szikzacskó méhlepényszerűen az anya szöveteihez kapcsolódik. Egy alomban akár 20 kölyökcápa is lehet; de általában csak 3-15 van. Születésekkor a kis fonócápa 60-80 centiméter hosszú. Belső megtermékenyítéssel szaporodik, párosodáskor a felnőttek egymáshoz simulnak.

## Felhasználása
Ezt a szirticápát ipari mértékben halásszák. A sporthorgászok is kedvelik. Mellékfogásként is gyakran kerül a hálókba. Frissen, szárítva és sózva árusítják. Az úszóit az cápauszonyleveshez használják fel. Májából vitaminos olajokat készítenek.

## Képek

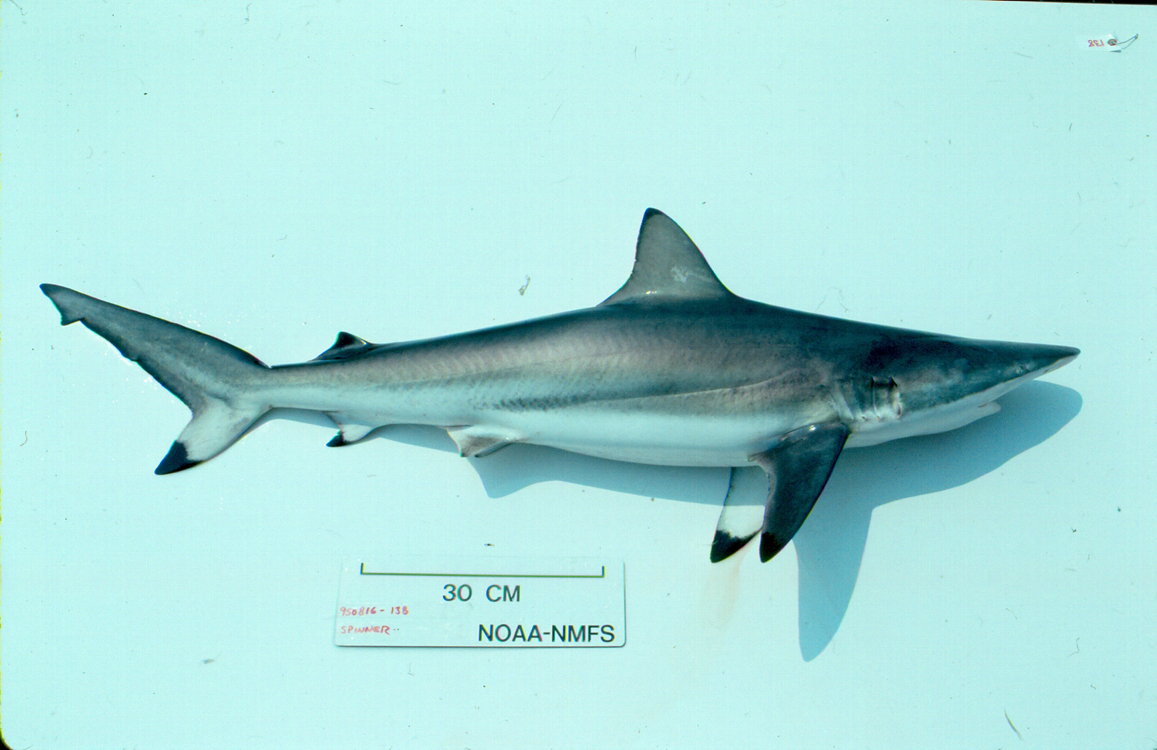
Kifogott
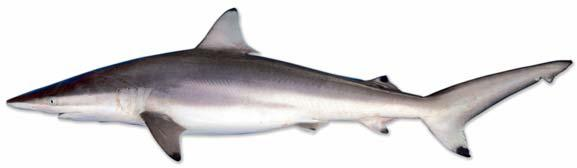
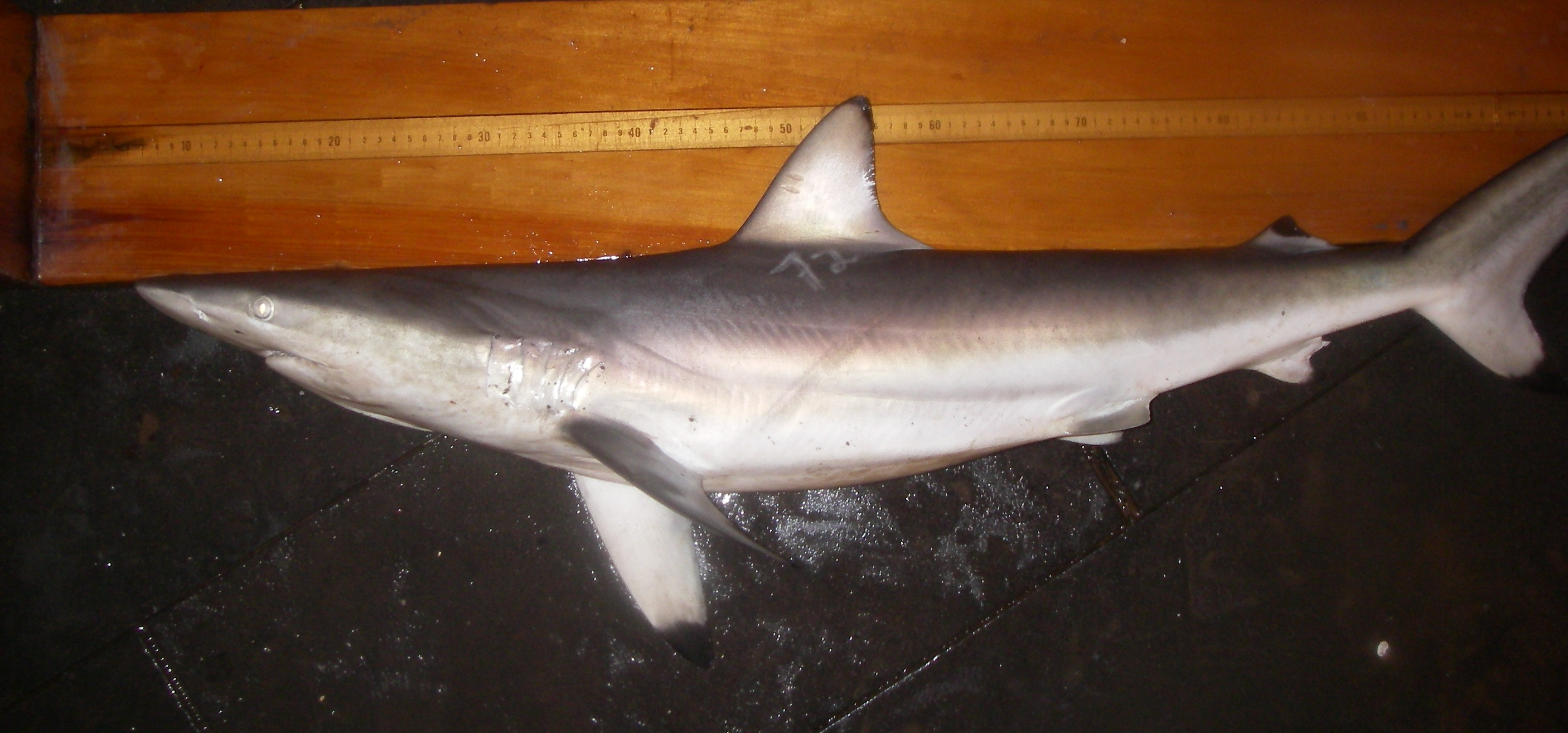
példányok
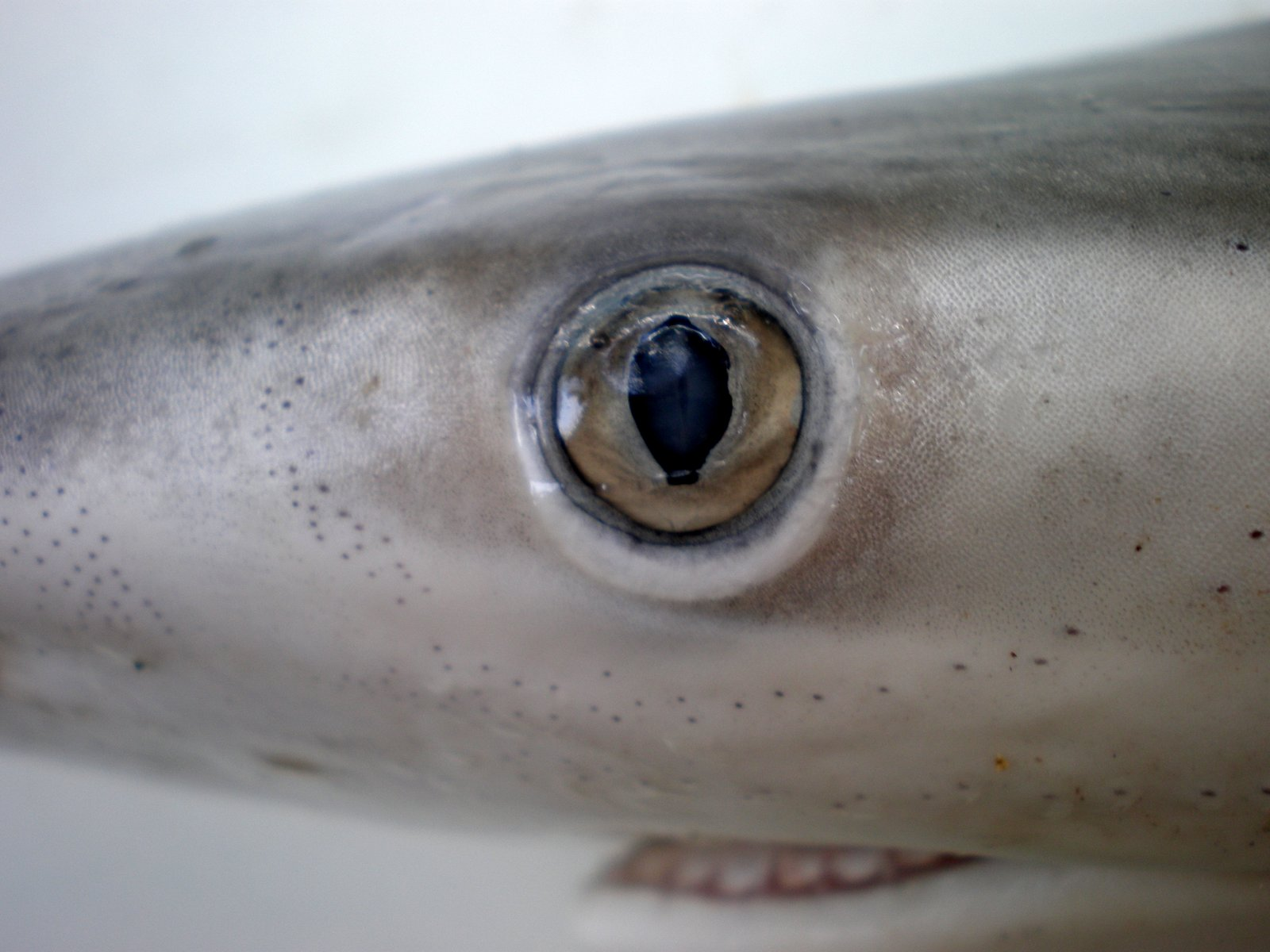
A szeme,
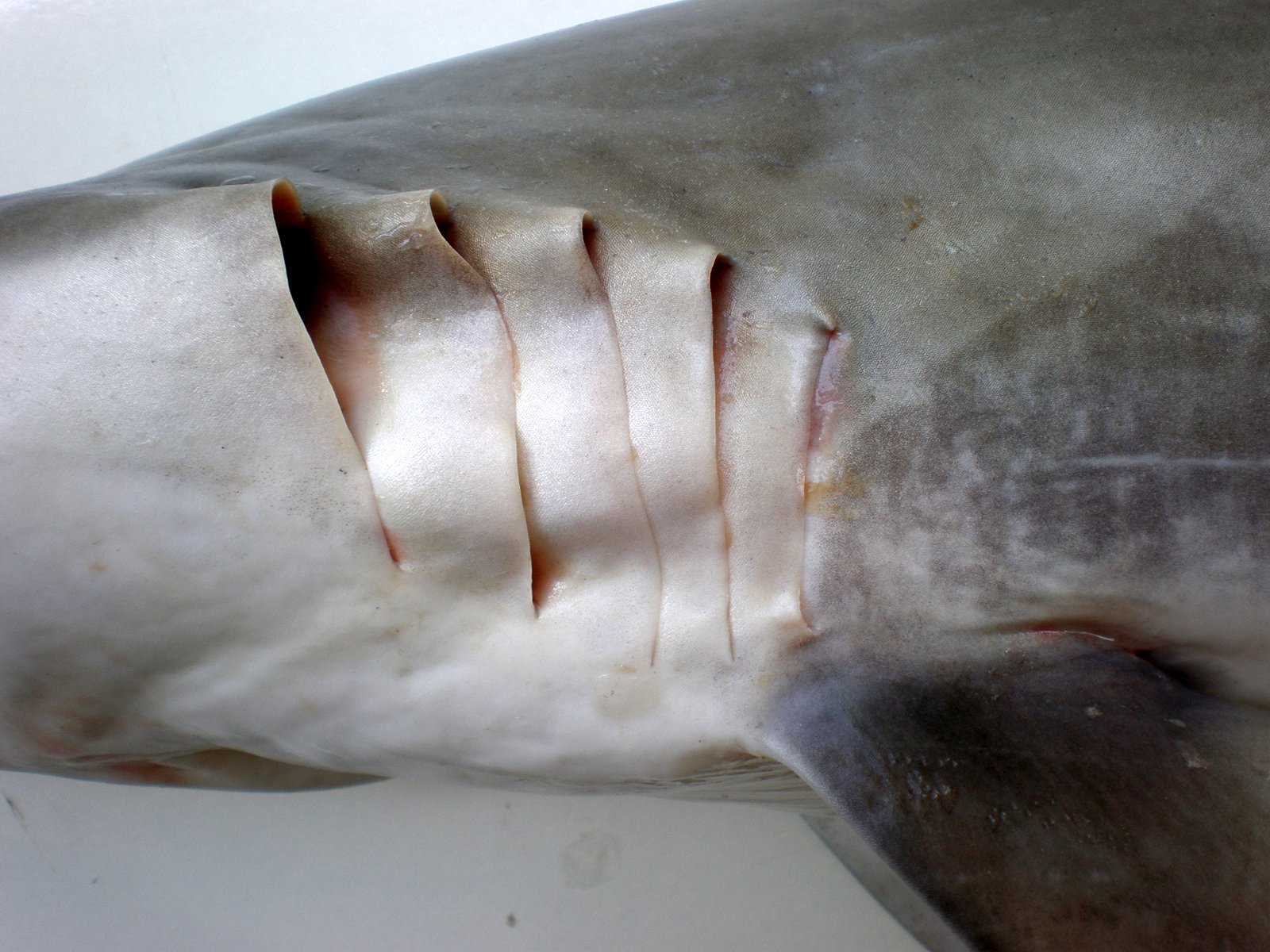
kopoltyúnyílásai,
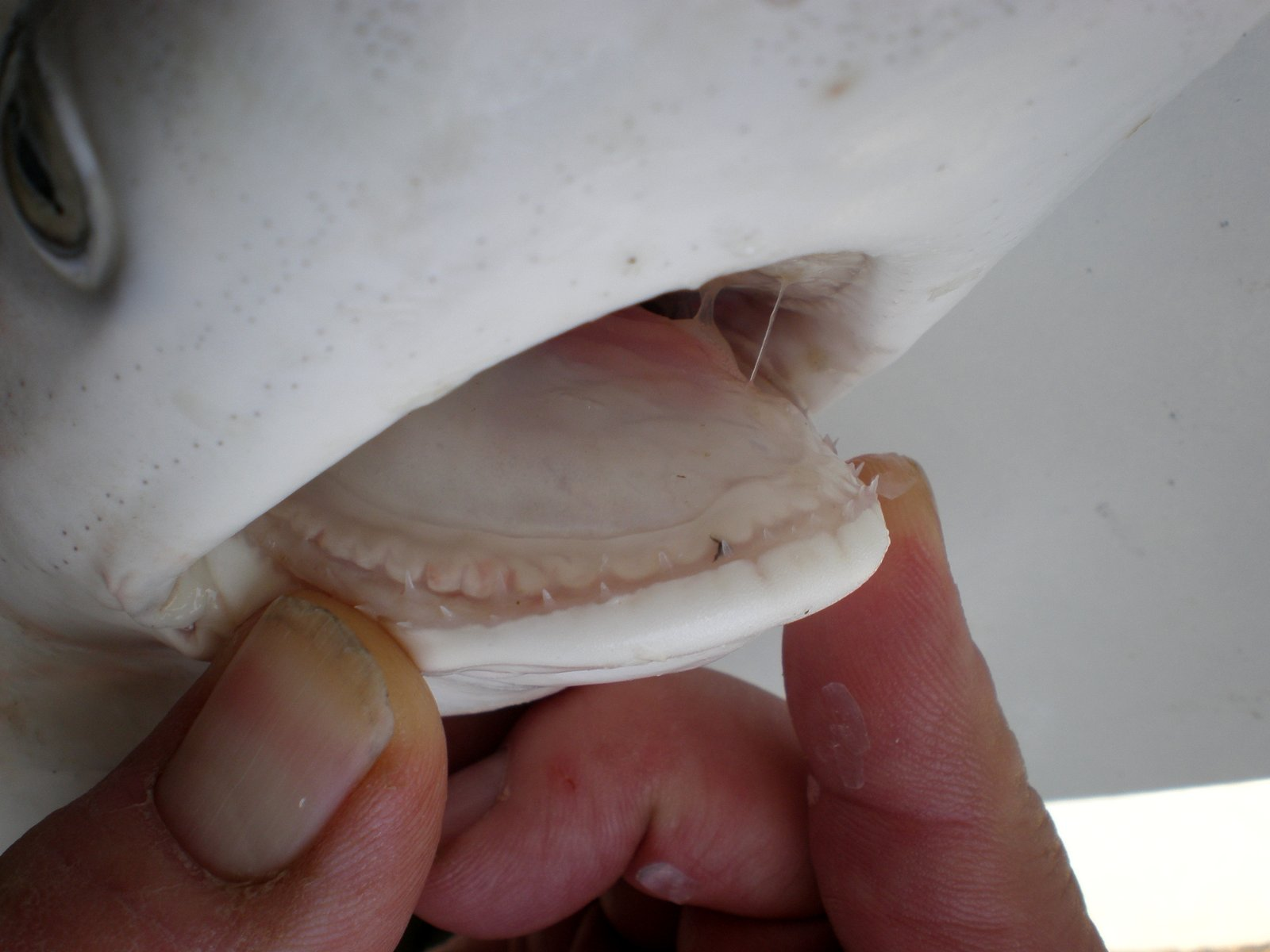
fogazata
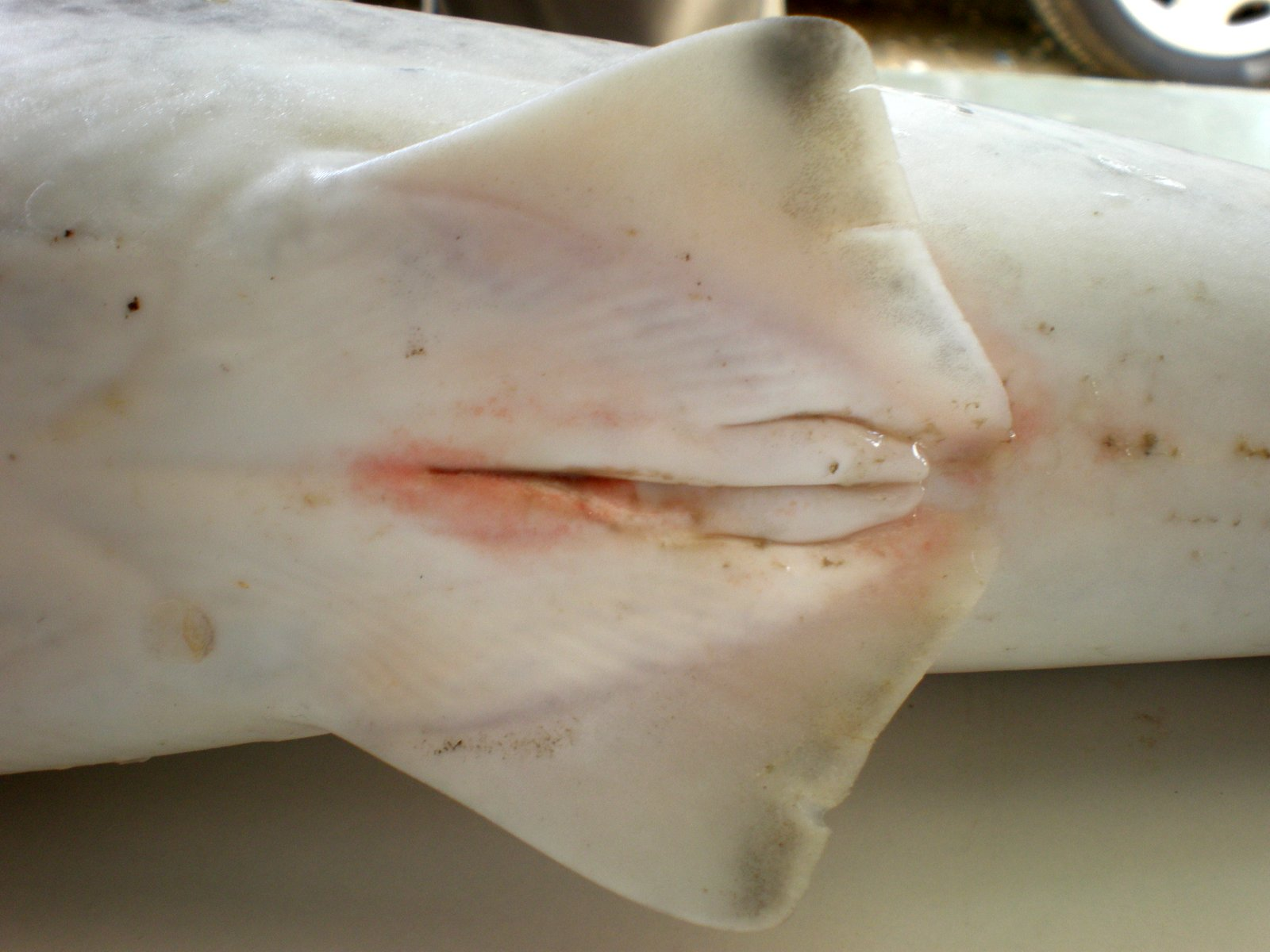
és a hím ivarszervei